# Rato-canguru de San Quintin
O rato-canguru San Quintin (Dipodomys gravipes) é uma espécie de roedor da família Heteromyidae. Este rato foi visto pela última vez em 1986, e foi listado como ameaçado pelo governo mexicano em 1994. Em 2016 foi declarado pela IUCN como possivelmente extinta, pois durante a expedição não foi encontrado nenhum especime vivo, estimam-se que o número de indivíduos maduros não chega a 50 indivíduos.

## Descrição
O rato canguru de San Quintin tem cerca de 12 centímetros de comprimento, cauda longa e adornada e enormes patas traseiras que permitem saltar cerca de 2 metros e acelerar a 10 quilômetros por hora. Eles já viveram aos milhares em um vale costeiro estreito que se estende por 150 quilômetros ao longo da costa do Pacífico no norte da Baja California.

## Extinção
A ascensão da agricultura e o uso de pesticidas, fazem com que o número de ratos comece a cair. Os alimentos e as nozes para esses roedores começaram a desaparecer, causando seu próprio desaparecimento.